# ボスニア人

ボスニア人（セルビア・クロアチア語: Босанци / Bosanci）とは、ボスニア・ヘルツェゴビナに在住する特定の人々を指し示す呼称である。その指し示す範囲は、大きく2つに分けられる
1. セルビア・クロアチア諸語を母語とし、主としてイスラム教の共同体に属する民族。社会主義時代にはムスリム人と呼ばれ、ボスニア・ヘルツェゴビナ独立後はボシュニャク人と呼ばれるようになった。
2. セルビア人、ボシュニャク人、クロアチア人という宗教に基づいた民族区分によらず、全てのボスニア・ヘルツェゴビナの住民。

ここでは2について主に述べる。

## 歴史
ボスニア・ヘルツェゴビナに住む住民の多くは、言語（方言）や文化の面では互いに類似している一方、宗教としては歴史的経緯から正教、イスラム教、カトリックの3種が拮抗している。伝統的に、セルビア・クロアチア諸語を話すカトリック教徒の多くは「クロアチア人」、正教徒の多くは「セルビア人」を自認してきた
。また、オーストリア＝ハンガリー帝国時代、この言語を話すムスリムの間では、セルビア人でも、クロアチア人でもない独自のアイデンティティが形成されつつあり、彼らはときと場合に応じて「ボシュニャク人」、「ムスリム人」、「トルコ人」、あるいは「セルビア人」、「クロアチア人」などとされた。第二次世界大戦後、社会主義体制がとられたユーゴスラビア連邦人民共和国では、同国を構成する共和国としてセルビア、クロアチアなどが、それぞれ民族ごとの共和国として設定された。一方で、両国の間に挟まれたボスニア・ヘルツェゴビナでは3つの宗教が混在しており、民族別の国家とすることが難しい状態にあった。そこで、民族・宗教の別によらず地域に基づいた共和国としてボスニア・ヘルツェゴビナ人民共和国が設定された。この時代、「ボスニア人」とは民族・宗教の別によらずボスニア・ヘルツェゴビナの住民を示していた。第二次世界大戦後のユーゴスラビアで、当時は「セルビア人」、「クロアチア人」あるいは「トルコ人」などと名乗っていたボスニア・ヘルツェゴビナのイスラム教徒が、自らを独自の民族「ボスニア人」として認定するよう求めたのに対し、ユーゴスラビアの連邦政府はこれを却下した。代わりに、宗教呼称に基づいた「ムスリム人」とすることを認めた。これは、「ボスニア人」「ボスニア」という呼称を、宗教・民族から切り離された地域的な呼称と考える連邦政府の意向に基づいたものである。ユーゴスラビアの主要民族として新たに「ムスリム人」が加えられた新しい憲法は1974年に施行された。
宗教間結婚や世俗化が進んでいた都市部では、民族・宗教共同体に拘らないコスモポリタン的な「ボスニア人」意識が強かった。しかしながら、ヨシップ・ブロズ・ティトーが死去した後、1980年代から1990年代にかけての段階的な自由化、経済の不振、そして冷戦の終結などによって、それまで民族主義を抑圧し、民族を超えた統一を守ってきたユーゴスラビアの存在意義には疑問がもたれるようになった。民族主義が伸張し、ユーゴスラビアが解体に向かうに至り、それまでボスニア・ヘルツェゴビナで共存してきたクロアチア人（カトリック教徒）、セルビア人（正教徒）、ムスリム人（イスラム教徒）の3つの民族の間で互いに不信感が高まった。ボスニア・ヘルツェゴビナの独立と前後して、3民族の間の対立は武力衝突に発展し、民族浄化などの蛮行が横行する、凄惨なボスニア・ヘルツェゴビナ紛争へと発展した。
その後、ムスリム人はその自称を「ボシュニャク人」に復し、現在ではイスラム教徒のボシュニャク人のみをボスニア人と呼ぶことが多い。ただし現在でも和解主義者など一部ではクロアチア人やセルビア人も含めて、ボスニア人とすることもある。